# Ніклас Натт-о-Даґ
Ніклас Натт-о-Даґ (швед. Niklas Natt och Dag, нар. 3 жовтня 1979, Стокгольм) — шведський письменник в жанрі історичного детективу.

## Біографія
Народився 03.10.1979 р. в Стокгольмі. В період з 2000 по 2003 рр. Ніклас Натт-о-Даґ навчався в Кальмарському університеті. З жовтня 2006 по жовтень 2008 працював головним редактором журналу Slitz. Дебютував як письменник з історичним літературним романом «1793».
Музикант-мультиінструменталіст, грає на додаток до гітари на нікельгарпе (струнний інструмент з клавішами), гармоніці, мандоліні і сякухаті (японська флейта). Живе в Стокгольмі з дружиною і двома синами.

## Переклади українською
- «1793». Роман / Пер. зі швед. Володимир Криницький — Харків: Вид-во «Ранок»: "Фабула, 2019. — 400 с. — ISBN 978-617-09-5941-6
- «1794». Роман / Пер. зі швед. Володимир Криницький. — Харків: Фабула, 2022. — 448 с. — ISBN 978-617-522-045-0